# Llanbister
Llanbister est un village et une communauté du Powys, au pays de Galles.

## Géographie
Llanbister est situé dans le centre du Powys, dans le comté historique du Radnorshire, à une quinzaine de kilomètres au nord de la ville de Llandrindod Wells. L'Ithon (en), un affluent de la Wye, coule à l'ouest du village.

## Démographie
Au recensement de 2011, la communauté de Llanbister comptait 382 habitants.